# Dalbergia beccarii
Dalbergia beccarii är en ärtväxtart som beskrevs av David Prain. Dalbergia beccarii ingår i släktet Dalbergia, och familjen ärtväxter. Inga underarter finns listade i Catalogue of Life.